# Saint-Julien-la-Vêtre
Pour les articles homonymes, voir Saint-Julien.
Saint-Julien-la-Vêtre est une ancienne commune française située dans le département de la Loire en région Auvergne-Rhône-Alpes. Depuis le 1er janvier 2019, elle est une commune déléguée de Vêtre-sur-Anzon.

## Géographie
Saint-Julien-la-Vêtre fait partie du Forez à l'est de Noirétable. C'est un petit village situé dans les Monts du Haut Forez, relié par l'autoroute à Thiers, Vichy, Clermont-Ferrand et Saint-Étienne.

### Communes limitrophes

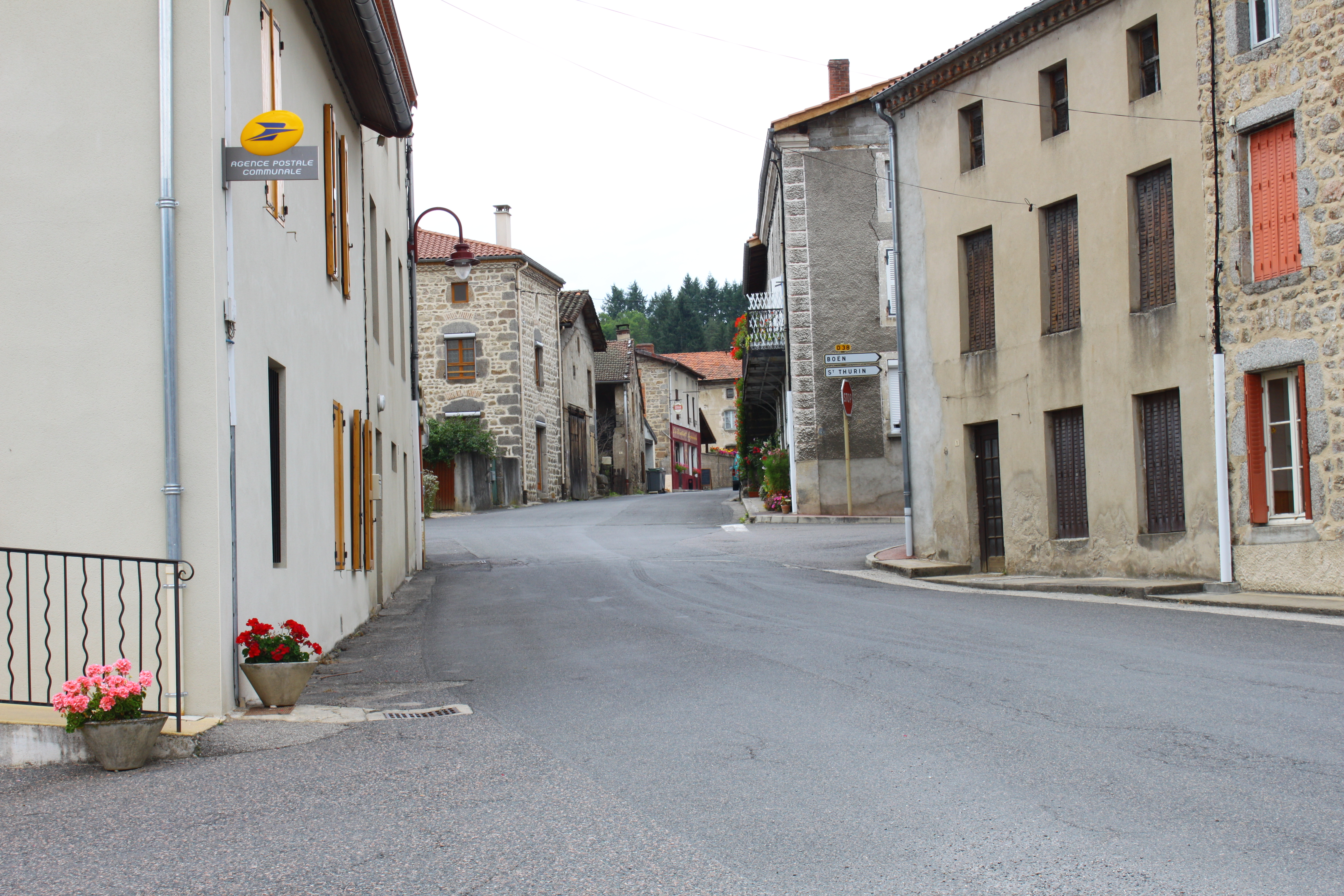
Le Bourg.

## Histoire
Par arrêté préfectoral du 23 octobre 2018, à compter du 1er janvier 2019, Saint-Julien-la-Vêtre fusionne avec Saint-Thurin pour créer la commune nouvelle de Vêtre-sur-Anzon.

## Politique et administration
| Période                                  | Période  | Identité          | Étiquette | Qualité |
| ---------------------------------------- | -------- | ----------------- | --------- | ------- |
| Les données manquantes sont à compléter. |          |                   |           |         |
| Juillet 2020                             | En cours | Patrice POTONNIER |           |         |

| Période                                  | Période      | Identité     | Étiquette | Qualité |
| ---------------------------------------- | ------------ | ------------ | --------- | ------- |
| Les données manquantes sont à compléter. |              |              |           |         |
| mars 2014                                | Juillet 2020 | Denise Mayen |           |         |

Saint-Julien-la-Vêtre faisait partie de la communauté de communes des Montagnes du Haut Forez de 1996 à 2016 puis a intégré Loire Forez Agglomération.

## Démographie
L'évolution du nombre d'habitants est connue à travers les recensements de la population effectués dans la commune depuis 1793. Pour les communes de moins de 10 000 habitants, une enquête de recensement portant sur toute la population est réalisée tous les cinq ans, les populations de référence des années intermédiaires étant quant à elles estimées par interpolation ou extrapolation. Pour la commune, le premier recensement exhaustif entrant dans le cadre du nouveau dispositif a été réalisé en 2006.

En 2016, la commune comptait 359 habitants, en évolution de −4,52 % par rapport à 2010 (Loire : +1,32 %, France hors Mayotte : +2,11 %).
| 1793 | 1800 | 1806 | 1821 | 1831 | 1836 | 1841 | 1846 | 1851 |
| ---- | ---- | ---- | ---- | ---- | ---- | ---- | ---- | ---- |
| 630  | 604  | 637  | 637  | 807  | 839  | 800  | 807  | 800  |

| 1856 | 1861 | 1866 | 1872 | 1876 | 1881 | 1886 | 1891 | 1896 |
| ---- | ---- | ---- | ---- | ---- | ---- | ---- | ---- | ---- |
| 757  | 741  | 718  | 750  | 851  | 750  | 788  | 751  | 750  |

| 1901 | 1906 | 1911 | 1921 | 1926 | 1931 | 1936 | 1946 | 1954 |
| ---- | ---- | ---- | ---- | ---- | ---- | ---- | ---- | ---- |
| 745  | 754  | 700  | 696  | 691  | 662  | 596  | 676  | 561  |

| 1962 | 1968 | 1975 | 1982 | 1990 | 1999 | 2006 | 2011 | 2016 |
| ---- | ---- | ---- | ---- | ---- | ---- | ---- | ---- | ---- |
| 553  | 503  | 463  | 476  | 506  | 451  | 400  | 367  | 359  |

## Culture locale et patrimoine

### Lieux et monuments

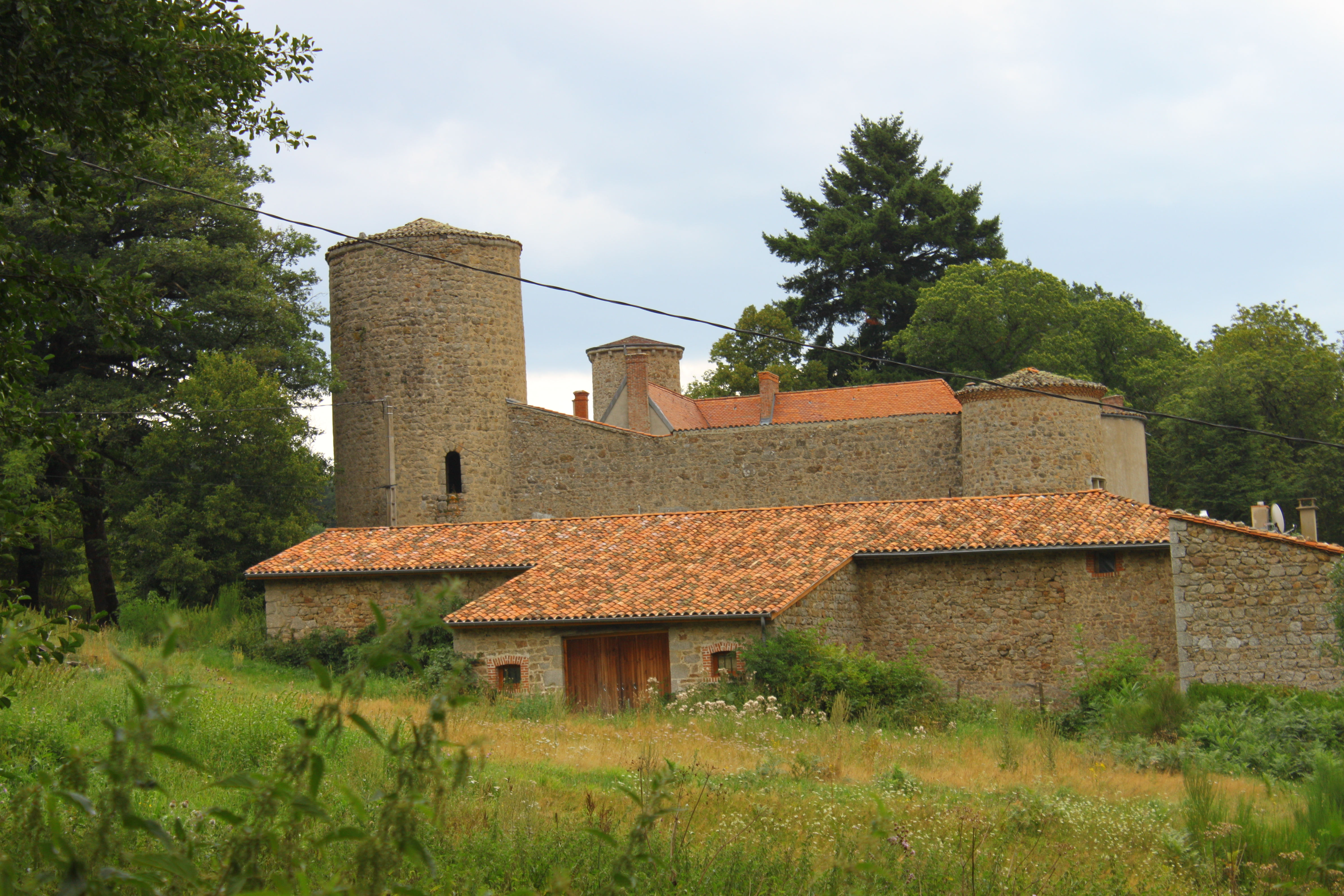
La Merlée.

- Église Saint-Julien de Saint-Julien-la-Vêtre.
- Souterrain annulaire de Passafol occupé à la charnière des XIIIe – XIVe siècles[7].

Deux châteaux situés sur la commune sont inscrits aux monuments historiques :
- le château de Villechaize[8] ;
- le château de la Merlée[9].

## Héraldique
|  | Les armoiries de Saint-Julien-la-Vêtre se blasonnent ainsi : De gueules à la bande d’or chargée de trois merles de sable, becqués et membrés de gueules, posés à plomb. Blason de Roland de La Merlée, seigneur de La Merlée et Villeneuve |